# Wohn- und Geschäftshäuser Hafenstraße 14 bis 16
Die Gruppe der Wohn- und Geschäftshäuser Hafenstraße 14 bis 16, Kreuzung Friedrich-Ebert-Straße, im niedersächsischen Nordenham im Landkreis Wesermarsch stammt wohl vom Ende des 19. und/oder vom Anfang des 20. Jahrhunderts.

Aktuell (2023) werden sie als Wohn- und Geschäftshäuser (Läden, Restaurant, Büros) genutzt.
Die vier Gebäude stehen unter Denkmalschutz (siehe auch Liste der Baudenkmale in Nordenham).

## Beschreibung und Geschichte
Die zum Teil noch historisierende Gebäudegruppe von um 1900 besteht aus:
- der Nr. 14: Dreigeschossiges verputztes Eckgebäude mit Mansarddach, abgeschrägter Ecke, drei Erkern und Dachhäusern,[1]
- der Nr. 15: Dreigeschossiges schlichtes verputztes Eckgebäude von 1907 mit Mansarddach und zweigeschossigen jugendstilhaften verzierten Erker an der Ecke für den Porzellanhändler Schnittger (später bis 2009 Jäschke),[2][3]
- der Nr. 15a: Zwei- und dreigeschossiges verputztes Gebäude als Gründerzeitvilla von 1902, dann seit den 1900er Jahren bis 1970 das ehemalige Café Victoria als Tanzlokal mit Varieté, nach 2016 Läden und sieben Wohnungen, mit Mansarddach und Satteldach, dem quadratischen Ecktürmchen mit spitzem Zeltdach und einem barockisierenden Giebelrisalit sowie einem geschossteilenden Gesims, 1970 ausgebrannt, um 2016 saniert[4][5][6] und
- der Nr. 16: Zweigeschossiges verfliestes Eckgebäude mit vier Wohnungen, Büros und Läden, mit dem dreigeschossigen Türmchen als Erker auf Konsolen mit Figuren, mit welscher Glockenhaube auf gebauchtem Sockel, Eingang, Pilastern und verzierter Brüstung, sowie den zwei Dachäusern, den gerahmten Fenstern und diversen horizontalen Bändern und Gesimsen wurde von E.F. Oltmanns gebaut und war später im Eigentum von F.W. Schröder.[7][8]

Auffallend ist der Leerstand der Läden in diesem Bereich. Auch die benachbarten Gebäude Hafenstraße Nr. 17, Nr. 19 und Nr. 21 stehen unter Denkmalschutz.
Das Landesdenkmalamt befand zur Bedeutung: „städtebaulich“.